# ISO 3166-2:NZ
ISO 3166-2:NZ is een ISO-standaard met betrekking tot de zogenaamde geocodes. Het is een subset van de ISO 3166-2 tabel, die specifiek betrekking heeft op Nieuw-Zeeland.
De gegevens werden tot op 27 november 2015 geüpdatet op het ISO Online Browsing Platform (OBP). Hier worden 16 regio’s - region (en) / région (fr) / rohe (mi) – en 1 bijzondere eiland-autoriteit - special island authority (en) / territoire insulaire (fr) - gedefinieerd.
Volgens de eerste set, ISO 3166-1, staat NZ voor Nieuw-Zeeland, het tweede gedeelte bestaat uit drie letters.

## Codes
| Code   | Engelse naam              | Maori-naam                | Categorie                    |
| ------ | ------------------------- | ------------------------- | ---------------------------- |
| NZ-AUK | Auckland                  | Tāmaki-makau-rau          | regio                        |
| NZ-BOP | Bay of Plenty             | Te Moana a Toi Te Huatahi | regio                        |
| NZ-CAN | Canterbury                | Waitaha                   | regio                        |
| NZ-CIT | Chatham Islands Territory | Wharekauri                | bijzondere eiland-autoriteit |
| NZ-GIS | Gisborne                  | Tūranga nui a Kiwa        | regio                        |
| NZ-HKB | Hawke's Bay               | Te Matau a Māui           | regio                        |
| NZ-MWT | Manawatu-Wanganui         | Manawatu Whanganui        | regio                        |
| NZ-MBH | Marlborough               | Te Tauihu-o-te-waka       | regio                        |
| NZ-NSN | Nelson                    | Whakatū                   | regio                        |
| NZ-NTL | Northland                 | Te Tai tokerau            | regio                        |
| NZ-OTA | Otago                     | Ō Tākou                   | regio                        |
| NZ-STL | Southland                 | Murihiku                  | regio                        |
| NZ-TKI | Taranaki                  | Taranaki                  | regio                        |
| NZ-TAS | Tasman                    | Tasman                    | regio                        |
| NZ-WKO | Waikato                   | Waikato                   | regio                        |
| NZ-WGN | Wellington                | Te Whanga-nui-a-Tara      | regio                        |
| NZ-WTC | West Coast                | Te Taihau ā uru           | regio                        |